# Альдер, Янина
Янина Альдер (нем. Janine Alder; род. 5 июля 1995, Урнеш, Аппенцелль-Ауссерроден) — швейцарская хоккеистка, вратарь. В составе сборной Швейцарии бронзовый призёр Олимпийских игр 2014 года (на тот момент на клубном уровне была членом за мужской команды «Винтертур»).
C 2008 года играет в чемпионате Швейцарии. Своим кумиром считает вратаря мужской сборной Швейцарии — Леонардо Дженони.